# طور المصالية (طور الباحة)

تعديل مصدري - تعديل

طور المصالية هي إحدى قرى عزلة طور الباحة بمديرية طور الباحة التابعة لمحافظة لحج، بلغ تعداد سكانها 20 نسمة حسب تعداد اليمن لعام 2004.